# Хенне (река)
Хенне (нем. Henne) — река в Германии, протекает по земле Северный Рейн-Вестфалия, речной индекс 27614. Площадь бассейна реки составляет 96,968 км². Общая длина реки 22,5 км. Высота истока 660 м, устья — 259 м. Приток Рура.
Протекает через посёлки (от истока к устью) Оберхеннеборн и Нидерхеннеборн (части Шмалленберга), Херхаген и Нихтингхаузен (коммуна Эслоэ); впадает в Рур в Мешеде.
На Хенне находится водохранилище Хеннетальшперре площадью 2,13 км² и объёмом 1,3 млн м³.

## Притоки
- Клайне-Хенне (правый)
- Рарбах[нем.] (правый)